# Helmuth Kern

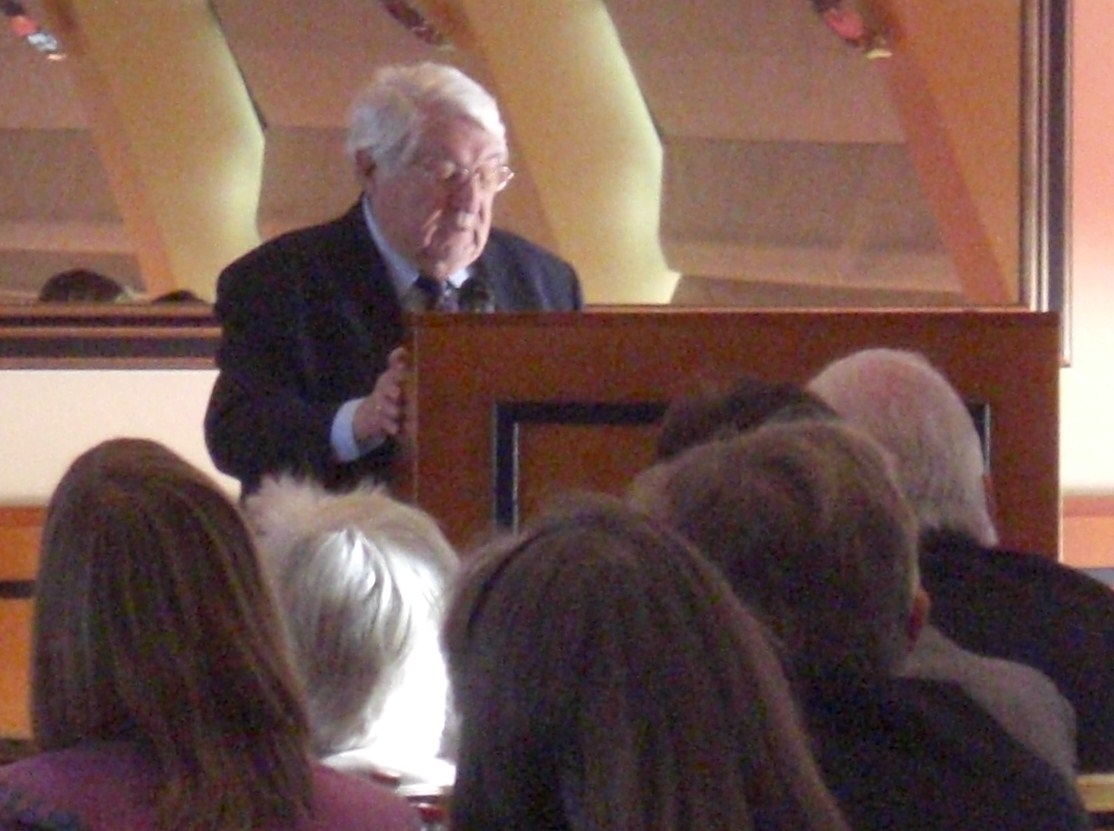
Helmuth Kern bei einem Vortrag 2008

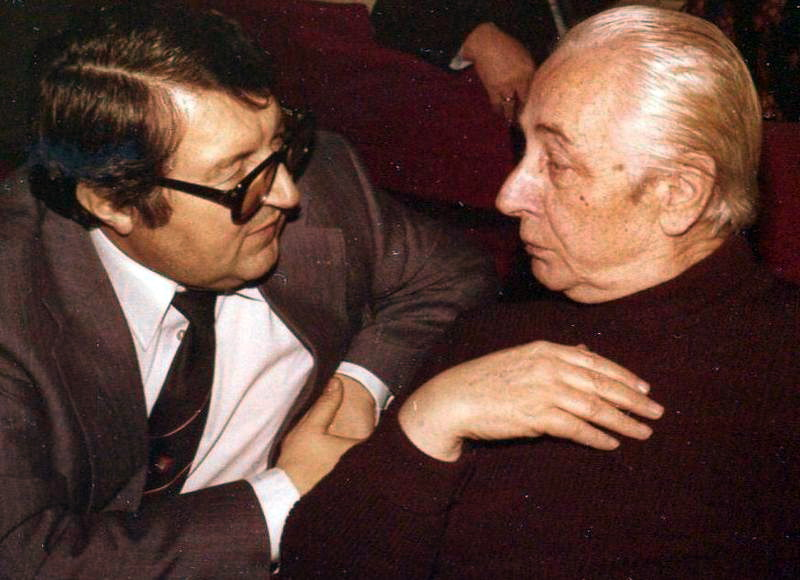
Senator Kern mit dem ehemaligen Bürgerschaftsabgeordneten Friedrich Dethlefs (1978)

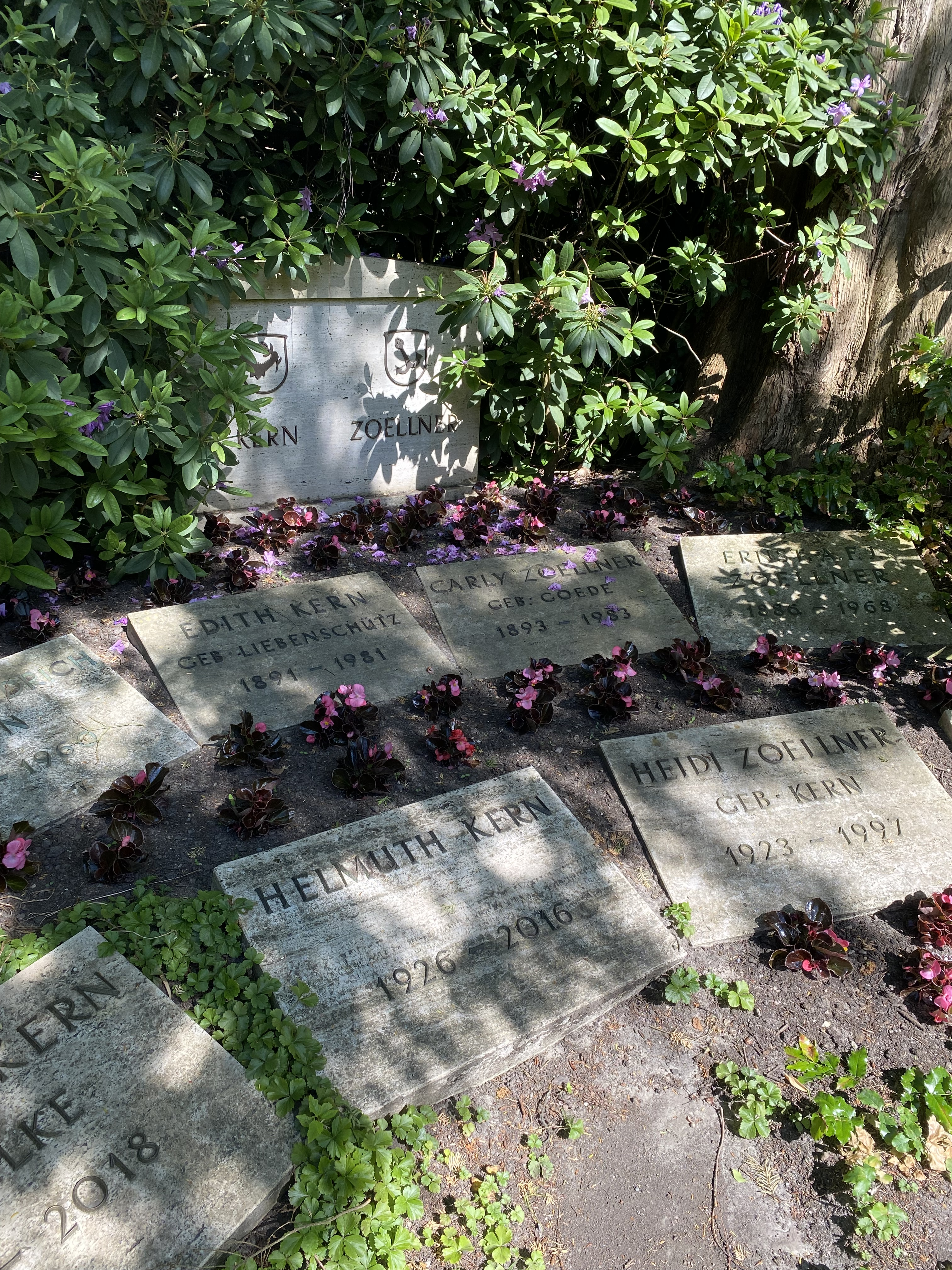
Grabstätte auf dem Nienstedtener Friedhof

Helmuth Kern (* 4. Dezember 1926 in Hamburg; † 8. November 2016 ebenda) war ein deutscher Politiker (SPD) und Wirtschaftssenator der Freien und Hansestadt Hamburg.

## Leben
Der Sohn eines Kaufmanns und einer Lehrerin wurde nach dem Notabitur 1944 als Luftwaffenhelfer und zur Wehrmacht eingezogen. Nach Kriegsende begann er 1946 an der Universität Hamburg ein Studium der Geschichte, Germanistik und Literaturwissenschaft, das er jedoch nicht abschloss, und absolvierte nebenher eine kaufmännische Ausbildung. Während seines Studiums gehörte Kern im Hamburger SDS zum engeren Kreis um den damaligen Bundesvorsitzenden Helmut Schmidt.
Ab 1950 war Kern als kaufmännischer Angestellter, Prokurist und Geschäftsführer verschiedener Papierverarbeitungsbetriebe und Fischereifirmen tätig. Von 1957 bis 1982 gehörte das SPD-Mitglied der Hamburger Bürgerschaft an. 1966 wurde er unter dem Ersten Bürgermeister Herbert Weichmann Senator für Wirtschaft und Verkehr und behielt dieses Amt bis 1976. Von 1971 bis 1972 war Kern außerdem zweiter Bürgermeister. In seine zehnjährige Amtszeit als Wirtschaftssenator fallen neben der Ansiedlung mehrerer Großunternehmen zahlreiche Großprojekte wie der Ausbau des Hamburger Hafens, der Bau der Köhlbrandbrücke und des Neuen Elbtunnels sowie die Organisation des Hamburger Verkehrsverbunds (HVV).
Nach seinem Ausscheiden aus dem Senat war Kern von 1976 bis 1991 Vorstandsvorsitzender der Hamburger Hafen und Lagerhaus AG (HHLA). Für seine Verdienste verlieh ihm der Hamburger Senat 1992 die Bürgermeister-Stolten-Medaille. Sein Wirken im Hamburger Hafen brachte ihm den Spitznamen „Mr. Hafen“ ein.
Von 1996 bis 2006 war er Schatzmeister des Hamburger Spendenparlaments. Kern engagierte sich 30 Jahre ehrenamtlich am Ohnsorg-Theater. Anlässlich seines Abschieds als Aufsichtsratsvorsitzender der Ohnsorg-Theater GmbH wurde er 2013 zum Ehrenmitglied des Theaters ernannt.
Hamburgs langjähriger Wirtschafts- und Verkehrssenator Helmuth Kern ist in der Nacht vom 8. auf den 9. November 2016 zu Hause in Hamburg verstorben. Seine letzte Ruhestätte erhielt er auf dem Nienstedtener Friedhof.